# غاز صدفی موریسی
غاز صدفی موریسی (انگلیسی: Mauritius sheldgoose (نام علمی: Alopochen mauritianus)، گونه ای از پرندگان بومی جزیره موریس در اقیانوس هند است و متعلق به خانواده مرغابیان (Anatidae) است که شامل اردک‌ها، غازها و قوها می‌شود.
غاز صدفی موریسی زمانی در این جزیره فراوان بود، اما در سدۀ هفدهم در طبیعت به دلیل شکار و از بین رفتن زیستگاه منقرض شد. با این حال، جمعیت کمی در اسارت جان سالم به در بردند، و تلاش‌های حفاظتی از آن زمان به معرفی دوباره و موفقیت‌آمیز منجر شده‌است.
امروزه، غازهای صدفی موریس با جمعیتی حدود ۴۰۰ عدد، یک داستان موفقیت در حفاظت از محیط زیست به شمار می‌رود. این گونه، به دلیل جمعیت کوچک و محدوده معین توسط اتحادیه بین‌المللی حفاظت از طبیعت (IUCN) در فهرست گونه‌های آسیب‌پذیر قرار گرفته‌است.
غاز موریس پرنده‌ای بزرگ و قومانند با صورت و گردن سفید متمایز، سر و دم سیاه و بدن قهوه‌ای شاه‌بلوطی است. گیاه‌خوار است و از علف‌ها و دیگر گیاهان تغذیه می‌کند. همچنین یک پرواز قوی است و توانایی پرواز در مسافت‌های طولانی را دارد.

## ویژگی‌ها
طول آن معمولاً حدود ۷۵ سانتی‌متر است و می‌تواند تا ۵ کیلوگرم وزن داشته باشد و نرها کمی بزرگتر از ماده‌ها هستند. این پرنده دارای پرهای متمایز قهوه‌ای مایل به خاکستری در پشت خود، با سر و گردن تیره‌تر و زیر شکم خاکستری کم‌رنگ است. رنگ پاها و ساق‌های آن نیز خاکستری است.
پرنده صدفی موریس دارای منقاری پهن و مسطح است که عمدتاً سیاه‌رنگ است و نوک آن کمی زرد است. چشمان آن کوچک و تیره است و حلقه‌ای نازک سفید در اطراف آن قرار دارد. همچنین دارای یک دم کوچک و تقریباً نامحسوس است.
این گونه عمدتاً در تالاب‌ها و مراتع آب شیرین یافت می‌شود، جایی که از علف‌ها، ریشه‌ها و پوشش گیاهی آبزی تغذیه می‌کند. این پرنده تک‌همسر است که با جفت خود شراکت مادام‌العمر دارد. پرندۀ ماده، دو تا سه تخم می‌گذارد که حدود ۲۸ روز روی آن‌ها می‌خوابد و پس از آن جوجه‌ها از تخم خارج می‌شوند.